# Konrad von Querfurt († 1142)
Konrad von Querfurt (* um 1100; † 2. Mai 1142 in Magdeburg) aus dem Geschlecht der Edelfreien von Querfurt war von 1134 bis 1142 Erzbischof von Magdeburg.

## Leben
Konrad war der jüngere Sohn des Grafen Gebhard II. zu Querfurt und der Oda von Ammensleben, Tochter von Dietrich Graf von Ammensleben. Er wurde früh zu einer geistlichen Karriere bestimmt und wurde Domherr in Magdeburg. Da er 1125 nur die Subdiakonweihe besaß, gab es Widerstände gegen seine Ernennung zum Erzbischof von Magdeburg, nachdem ihn das Domkapitel mit Mehrheit gewählt hatte. Erst nach dem Tod des 1126 von einem Hoftag in Speyer eingesetzten Erzbischofs Norbert von Xanten wurde Konrad am 29. Juni 1134 von seinem Kapitel erneut gewählt und wurde – jetzt ohne Widerspruch – Erzbischof von Magdeburg. 
Er trat in den Reichsdienst, stand an der Seite des Kaisers Lothar III. und beteiligte sich aktiv an der Ausbreitung des deutschen Reiches nach Osten. Mit Albrecht dem Bären setzte er sich für eine Senkung der Elbzölle für die Magdeburger Kaufleute ein und nahm 1136/1137 am Feldzug des Kaisers gegen Italien teil.
Unter Erzbischof Konrad begann um 1138 die Prägung der ersten Brakteaten des Erzbistums Magdeburg.
Nach dem Tod des Kaisers Lothar schlug er sich auf die Seite Heinrich des Stolzen und war so ein Gegner des Staufers Konrad III. Dadurch überwarf er sich mit Albrecht dem Bären und den Grafen von Plötzkau, was in einer militärischen Auseinandersetzung endete. Während dieser Auseinandersetzungen wurden Bernburg und Plötzkau zerstört. Konrad übertrug nach dem Tod des letzten Grafen von Groitzsch 1136 seinem Bruder Burchard das Magdeburger Burggrafenamt und die damit verbundene Hochstiftsvogtei.
Die Burggrafen aus dem Querfurter Hause vollzogen nun einen raschen Aufstieg und entwickelten besondere Aktivitäten im Reichsdienst der staufischen Kaiser. Vor allem wurden die Klöster Neuwerk bei Halle (Saale), Gottesgnaden und Ammersleben von ihm gefördert mit Schenkungen und Privilegien. Den Aufbau des Bistums Brandenburg störte er, indem er auf den Magdeburger Zehnten bestand. Konrad von Querfurt wurde im Magdeburger Dom beigesetzt.